# 페데리코 바스키로토
페데리코 바스키로토 (Federico Baschirotto, 1996년 9월 20일 ~ )는 이탈리아의 축구 선수이며, 레체에서 센터백으로 뛰고 있다.